# كليمنت تشانغ
كليمنت تشانغ (بالصينية: 張建邦) هو عالم ومدير وسياسي تايواني، ولد في 15 مارس 1929 في مقاطعة ييلان في تايوان، وتوفي في 26 مايو 2018 في تايبيه في تايوان. حزبياً، نشط في الكومينتانغ.